# Martí Llorens
Martí Llorens (Barcelona, 1962), és un fotògraf català. Es va llicenciar en Belles Arts, en l'especialitat imatge en la Universitat de Barcelona al 1987. La seva especialitat fotogràfica es basa a realitzar fotografies als processos constructius d'arquitectura i enginyeria. Amb la sèrie “Poblenou” va guanyar el segon premi de l'European Photography Award de 1991. També realitza cursos com a professor de fotografia.
La seva obra s'ha pogut veure exposada en diverses ocasions tant en galeries d'art com en museus. Actualment el Museu Nacional d'Art de Catalunya exposa obra seva en la seva col·lecció permanent de fotografia. Més concretament es tracta de la sèrie "Nau industrial i xemeneia de Folch".
Ha documentat les grans transformacions urbanístiques de Barcelona, com la construcció de la Vila Olímpica (1987-1992) o la transformació del front litoral del barcelonés de Llevant amb motiu del Fórum de les Cultures (2000-2004). Al 2010 va crear l'empresa Tempus Fugit Visual Projects S.L., especialitzada en la realització i gestió de treballs documentals d'aquest caire.
La seva obra fotogràfica personal es desenvolupa al voltant de dos eixos. Per una banda, el temps, el territori i la memòria, materialitzant-se en projectes com Nanterre–La Défènse a París (1992), Berlín-Potsdamer Platz a Berlín (1994) i Port de Barcelona (1989) Sèrie Poblenou (1987-1989) a Barcelona. Al 2013 realitza Estratos, un encàrrec realitzat pel Fondo Fotográfico de la Universidad de Navarra inclòs en el seu projecte Tender Puentes.
La sèrie Poblenou, que tracta les demolicions preolímpiques que va haver a Barcelona, va obtenir el segon premi en l'European Photography Award ', celebrat a Berlín l'any 1991. Les seves fotografies es troben en el fons fotogràfic del MNAC de Barcelona, Museo de Teruel i a la Fototeca Nacional del INAH de Pachuca, Hidalgo, Mèxic. Ha rebut les beques; Photo Press, (1999), Artes Plásticas Fundación Endesa (2002) Arte y Derecho (2008) Recerca i Creació CONCA (2010).
La resta de la seva producció inicideix en la construcció de la memòria i els records a partir de la fotografia, on es narren històries que exploren la frontera de l'inversemblant i l'imaginari. Entre altres, els projectes Memorias Revolucionarias (1997), una sèrie de suposats retrats de milicians obtinguts durant els primers dies de la Guerra Civil espanyola (1936 -1939) i Canard Déchaîné (2004) desenvolupat a partir de la novel·la L´Espoir d'André Malraux.
Des del seu inici al 2008 fins al seu tancament al 2012, va ser membre fundador de l'associació cultural AtelieRetaguardia. Heliografía Contemporània, grup de treball barceloní dedicat a l'estudi i a la pràctica artística mitjançant procediments fotogràfics històrics. Actualment investiga i treballa amb la tècnica del negatiu de paper encerat, un procediment ideat al 1850 pel fotògraf francès Gustave Le Gray, el qual va ser especialment reconegut per fotografiar temes d'arquitectura i paisatge.